# Beinasco
Beinasco (piemonti nyelven Beinasch) egy észak-olasz község (comune) a Piemont régióban.

## Története
Neve először 1153-ban bukkan fel dokumentumokban Beenascus alakban. Valószínűleg a római gens Batiniusból ered. A régészeti leletek tanúsága szerint az i. e. 1. században alapították a rómaiak Castra Taurinorum (mai Torino) védelmére. Ezt a funkcióját a 18. századig megtartotta. A 13. században vált önálló községgé. A 17. században a franciák és piemontiak egyik véres csatájának helyszíne volt. 1701-ben a spanyol örökösödési háborúban is egy csata színhelye volt. E csat pusztításai jelentősen visszavetette a község életét és az egykori jelentős stratégiai központból, kis, mezőgazdasági település lett. Az 1930-as években téglaégetők létesültek, majd a helyi munkaerő a torinói autóipar kiszolgálására állt át.

## Sport

### Labdarúgás
A település labdarúgócsapatai jelenleg egyaránt valamelyik regionális bajnokságban játszanak.
- USD Beinasco Calcio - Piemonti másodosztály
- FCD Accademia Beinasco - Piemonti harmadosztály
- GSD Borgaretto Calcio - Piemonti másodosztály

### Kosárlabda
A Beinaschese Basket OTB férfi csapata a Serie D-ben, míg a női a Serie B-ben szerepel.

## Testvérvárosok
- Piatra Neamţ
- Manilva

## A település ismertebb szülöttei
- Sebastian Giovinco, labdarúgó, a Juventus játékosa
- Fabio Cerutti, rövidtávfutó